# Manuel Sacristán Luzón
Manuel Sacristán Luzón (1925-1985) was een Spaanse schrijver, denker en hoogleraar. Hij was een van de belangrijkste marxisten van het Iberisch Schiereiland.

## Leven
Hij was de zoon van een franquistisch collaborateur. Op vijftienjarige leeftijd verhuist de familie van Madrid naar Barcelona waar hij het grootste deel van zijn leven zal doorbrengen. Als adolescent militeert hij in de jeugdafdeling van de fascistische Falange Española en de officiële eenheidsvakbond Sindicato Español Universitario (SEU). Met twee studiegenoten zoekt hij desondanks contact met een clandestiene anarchistische organisatie. Dit complot wordt ontdekt en hij wordt door de falangisten van de SEU ter dood veroordeeld. Het vonnis wordt nooit uitgevoerd omdat Pablo Porta (de latere voorzitter van de Koninklijke Spaanse Voetbalfederatie) die de opdracht gekregen heeft, deze op de lange baan schoof om niemand te moeten doden. Hier eindigt het falangisme van Sacristán.
Hij studeerde rechtsgeleerdheid en filosofie aan de Universiteit van Barcelona en logica aan de Westfaalse Wilhelms-Universiteit in Münster. Daar komt hij in contact met het marxisme, via het werk van de Hongaarse filosoof György Lukács en Ulrike Meinhof. Een medestudent brengt hem in contact met de werken van Gramsci en Togliatti en daardoor wordt hij communist. In 1955 neemt hij contact op met de PCE in ballingschap. Bij zijn terugkeer in Barcelona in 1956 sluit hij zich bij de verboden PSUC aan.
In zijn filosofische werk geeft hij hevige kritiek op het antirationalisme van Martin Heidegger en streeft hij er naar met logisch en rationeel denken het existentialisme te overstijgen. Hij streefde naar formele logica en was zeer kritisch tegenover het sterk theologische thomisme dat aan de nationaalkatholieke Spaanse universiteiten de verplichte leer was. Volgens hem moet de filosofie op grondbeginselen uit de positieve wetenschappen steunen en een multidisciplinaire aanpak hebben. Hij is zeer kritisch tegenover het gnoseologische denken van Lenin, Gramsci en Lukács aan wie hij gebrek aan wetenschappelijke grondbeginselen en formele logica verwijt.
Vanaf 1956 werd hij hoogleraar in Barcelona waar hij grondbeginselen van de filosofie en methodologie der wetenschappen doceerde. In 1965 werd hij wegens zijn communistische sympathieën ontslagen. Pas na de dood van Francisco Franco in 1975 en het einde van de dictatuur wordt hij gerehabiliteerd en krijgt hij opnieuw de leerstoel methodologie.
Naast zijn academische carrière is hij ook politiek actief in de catalanische verzetsbeweging en de clandestiene Partit Socialista Unificat de Catalunya, een communistische partij. Hij was betrokken bij de oprichting van de studentenvakbond Sindicat demoràtic d'Estudiants en werd na de Caputxinada in 1966 gearresteerd. Daardoor kwam hij op de zwarte lijst van 462 te bewaken verdachte Catalanen van de Guardia Civil onder het etiket comunista. Hij was medeoprichter van de Federatie Onderwijs van de Catalaanse afdeling van de Comissions Obreres. Hij was een tegenstander van de “verticale” corporatistische eenheidsvakbond van het franquisme.
Hij was niet alleen een academisch theoreticus, maar ook in de praktijk zeer begaan met een ethische omgang die gebiedt zich tegen het maatschappelijke kwaad te verzetten. Hij stond aan de kant van de zwakkeren, de vernederden en de vervolgden. Onder invloed van het werk van Simone Weil kwam hij tot het besluit dat het onheil in de wereld niet alleen een gevolg is van de klassenstrijd. In het midden van de jaren 1960 neemt hij afstand van het communisme en kwam tot de conclusie dat het marxisme niet functioneerde. De blinde toepassing van dogmatische principes van welke origine ook, past niet met zijn wetenschappelijke instelling, dat niets helemaal zeker is en elke waarheid voorlopig. Hij zocht toenadering tot de ecologische en pacifistische bewegingen en vond toenadering met het anarchisme en het feminisme.

Zowel intellectueel als moreel moet je leren leven zonder een volledig en afgerond beeld of «concept» van de «wereld» of het «zijnde» of het «Opperwezen».

Ter nagedachtenis aan zijn werk draagt het centrum volwassenenonderwijs van de Comissió obrera Nacional de Catalunya zijn naam. In 1996 schonk zijn familie zijn rijke bibliotheek met 3041 werken aan de Universiteit van Barcelona.

## Werken (keuze)
- Las ideas gnoseológicas de Heidegger. (es)  (doctoraatsthesis) 1958
- Introducción a la lógica y al análisis formal. (es)  1964
- La formación del marxismo en Gramsci. (es)  1967
- Lenin y el filosofar. (es)  1970
- El lloc de la filosofia en els estudis superiors. (ca)  1967
- Tres conferències sobre la universitat i la divisió del treball. (ca)  1970-71
- Pacifismo, ecología y política alternativa. (es)  (1987)

- Bibsys: 1671433163357
- Biblioteca Nacional de España: XX1042146
- Bibliothèque nationale de France: cb127158457 (data)
- Catàleg d'autoritats de noms i títols de Catalunya: 981058513976606706
- CiNii: DA05908452
- Gemeinsame Normdatei: 11945839X
- International Standard Name Identifier: 0000 0001 2126 0942
- Library of Congress Control Number: n83215659
- Nationale Bibliotheek van Israël: 987007352594505171
- Nationale Bibliotheek van Polen: a0000002287183
- Nederlandse Thesaurus van Auteursnamen: 128739843
- Réseau des bibliothèques de Suisse occidentale: 02-A003777140
- Système universitaire de documentation: 050630962
- Virtual International Authority File: 29657030
- WorldCat: E39PBJxMhJKq6kPFmKPT3Kh8md